# Balanococcus notodanthoniae
Balanococcus notodanthoniae är en insektsart som beskrevs av Jennifer M. Cox 1987. Balanococcus notodanthoniae ingår i släktet Balanococcus och familjen ullsköldlöss. Inga underarter finns listade i Catalogue of Life.